# Pseudeustetha
Pseudeustetha là một chi bọ cánh cứng trong họ Chrysomelidae.
Chi này được miêu tả khoa học năm 1899 bởi Jacoby.

## Các loài
Các loài trong chi này gồm:
- Pseudeustetha philippina Medvedev, 2002
- Pseudeustetha quadriplagiata (Jacoby, 1899)